# Macrostomum lignano
Macrostomum lignano ist ein frei lebender hermaphroditischer Plattwurm. Er ist transparent und weist eine geringe Größe auf, adulte Tiere werden bis zu 1,7 mm lang. M. lignano gehört zur Sand-Meiofauna der Adria (Adriatisches Meer) und kommt innerhalb der Gezeitenzone vor. Ursprünglich war er ein Modellorganismus zur Forschung in der Entwicklungsbiologie und der Evolution des bilateralen Körperbauplans. Anschließend wurden die Forschungsfelder mit M. lignano erweitert, wie beispielsweise der sexuellen Selektion, dem sexuellen Konflikt, dem Altern der Ökotoxikologie und der Genomforschung.

## Name
Die Art lignano kommt von demjenigen Ort, an dem die Art gefunden wurde, nämlich an den sandigen Stränden und  Lagunen, in der Nähe von Lignano Sabbiadoro, Italien.

## Biologie
Macrostomum lignano, ist wie alle Plattwürmer ein unsegmentierter Bilateria ohne sekundäre Leibeshöhle und weist keine spezialisierten Kreislauf- und  Atmungsorgane auf. Anders als bei vielen anderen Plattwürmern ist der Körper nicht abgeflacht, sondern im Querschnitt rund. Die Diffusion von Sauerstoff und Nährstoffen zu den verschiedenen Körperregionen ist durch ihre geringe Größe gewährleistet (Erwachsene Würmer erreichen 1,7 mm Länge). M. lignano ist ein simultaner Hermaphrodit. Deswegen bilden adulte Tiere (12 Tage nach dem Schlüpfen, bei 20 °C und genug Nahrung) Ovarien sowie Hoden (Testis) und produzieren gleichzeitig männliche und weibliche Gameten. Die Fortpflanzung erfolgt durch die wechselseitige Paarung.
Macrostomum lignano besitzt eine enorme Regenerationsfähigkeit, aufgrund von Neoblasten. Diese Stammzellen sind totipotent und können alle Zelltypen entstehen lassen, inklusive den Gonaden. Ein abgetrennter Kopf regeneriert das posteriore Ende während 10 Tagen. Hingegen kann ein abgetrenntes posteriores Ende keinen Kopf mehr regenerieren.

## Ökologie und Verbreitung

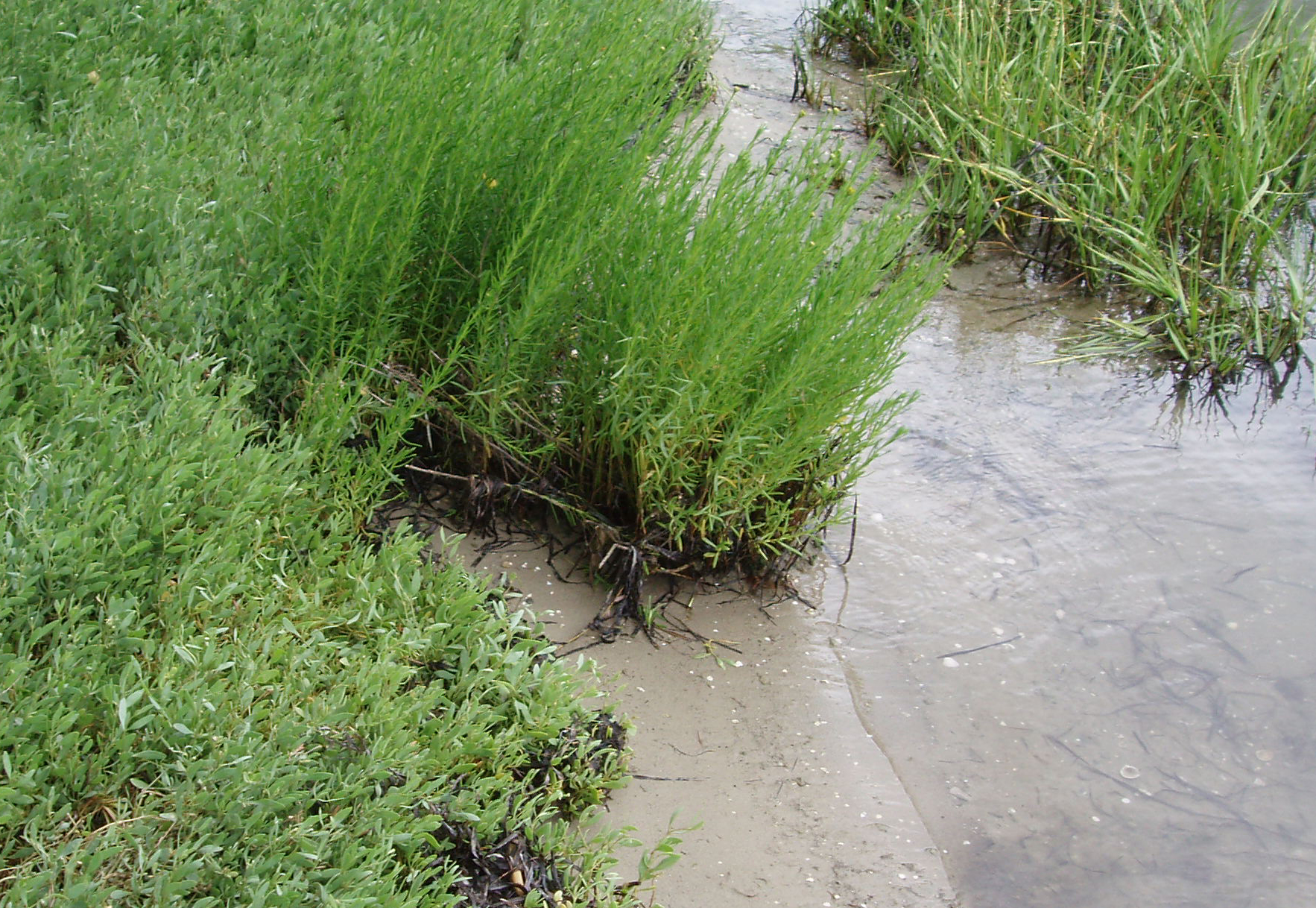
Der feuchte Sand oberhalb der Wasserstandsmarke ist ein exzellentes M. lignano Habitat

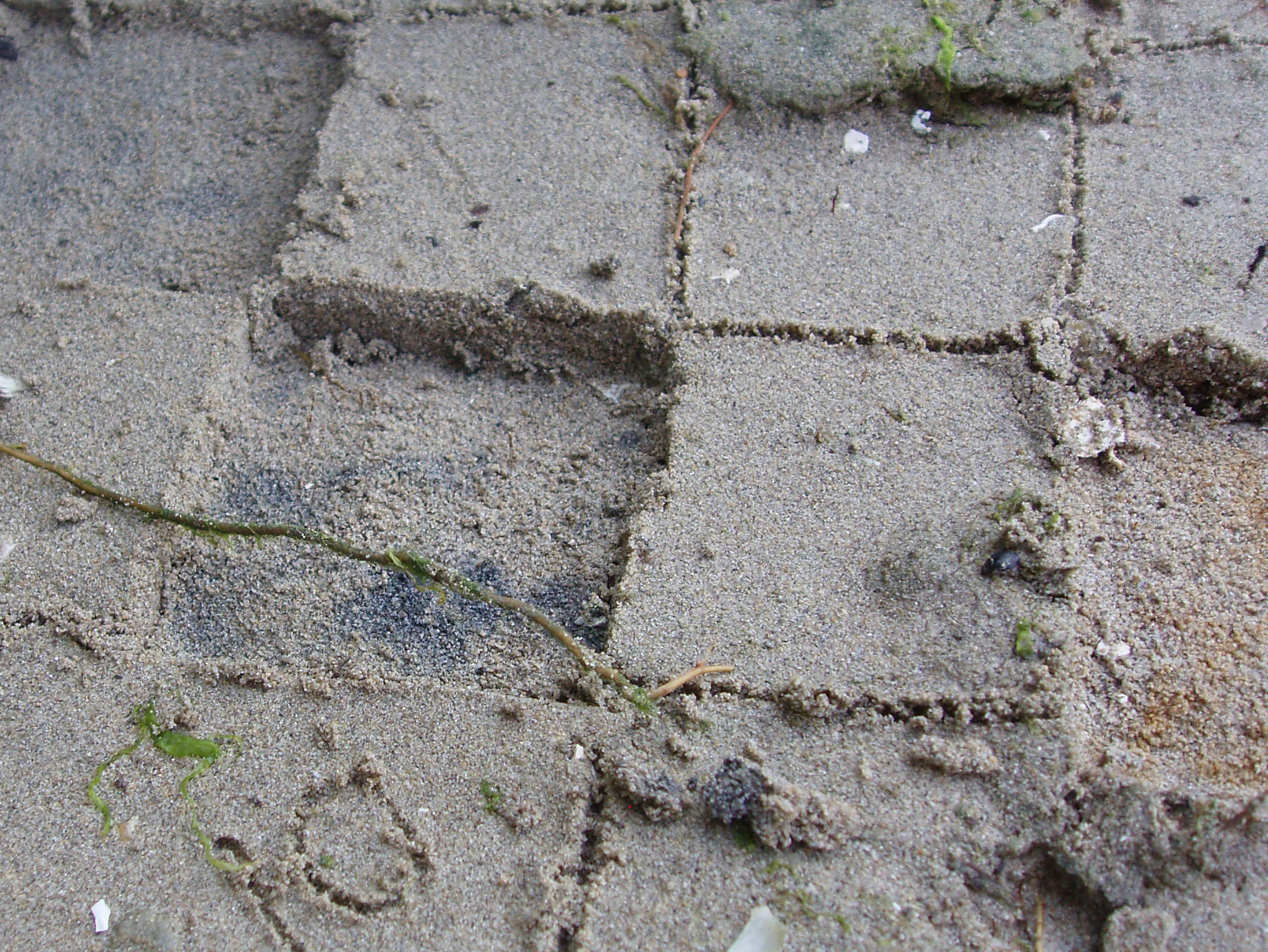
Feuchte Sandproben mit M. lignano

Macrostomum lignano lebt in oder oberhalb der Gezeitenzone in den Zwischenräumen des Sandes, gewöhnlich in den oberen 5–10 mm. Er kann mit wenig Feuchtigkeit im Sand überleben, aber auch während der Gezeiten unter Wasser vorkommen. Er bevorzugt geschützte Bereiche, die keinen oder wenigen Wellen ausgesetzt sind, wie zum Beispiel tide-beeinflusste Lagunen. M. lignano ernährt sich hauptsächlich von Kieselalgen (Diatomeen). In wenigen Fällen von kleinen Invertebraten, gelegentlich auch von Eiern von Artgenossen, manchmal sogar von seinen eigenen. Er kommt häufig zusammen mit anderen Turbellaria, Gastrotricha, Nematoden und zahlreichen Crustaceen wie Ruderflusskrebse (Copepoda) vor.
Die Dichte der Würmer variiert stark, in einem Esslöffel Sand können mehrere hundert Individuen gefunden werden. Wenn bestimmte Umweltfaktoren wie Trockenheit oder Salzgehalt zunehmen, kann sich M. lignano mit einer weichen Hülle, die er absondert, einkapseln. Diese Hülle kann sich in wenigen Minuten wieder auflösen, wenn sich die Bedingungen verbessern.
M. lignano wurde ausschließlich in der Nähe von Lignano Sabbiadoro (Italien) gefunden: In den Gezeitenzonen östlich von Bibione und Isola di Martignano, in natürlichen und halb-natürlichen Stränden der Laguna di Marano und der Isola Valle Vecchia.